# La lliçó de música
La lliçó de música (De muziekles en neerlandès) és un oli sobre tela de Johannes Vermeer pintat entre 1662 i 1664 que es conserva a les col·leccions reials del Palau de Buckingham, a Londres.

## Descripció
En una habitació il·luminada en ple dia, una dona d'esquena, contra la paret del fons, toca l'espineta, mentre l'escolta un home que es troba al seu costat, dempeus, que la mira amb atenció. A la tapa de l'instrument pot llegir-se: «La música és companya de l'alegria i medecina per als dolors». Per sobre de la dona es veu un mirall, a la paret, que reflecteix el seu rostre denunciant cap a on dirigeix la mirada.

## Anàlisi
És una obra representativa de l'autor: escena d'interior, amb pocs personatges, il·luminada des de l'esquerra, procurant representar amb exactitud la perspectiva. La distància exacta entre l'observador i la noia està mesurada de forma magistral per la taula, el violoncel a terra i la disposició en diagonal de les rajoles, tot plegat subratllat per la llum.
La llum natural penetra a través de les finestres de la part esquerra del quadre, incidint a les superfícies polides, arrencant brillantors a la seda de la catifa o al coure que es reflecteix sobre la gerra de porcellana blanca.
Vermeer transmet amb el seu gran detallisme la qualitat tàctil de les diferents superfícies: el marbre, la seda o el vellut.
L'estreta relació entre amor i música es converteix en el tema protagonista d'aquesta tela que Vermeer va pintar en els anys inicials de la dècada de 1660, poc temps després de ser nomenat síndic del gremi de pintors de Delft el 1662. En aquesta obra sembla allunyar-se temporalment dels interiors burgesos per apropar-nos una imatge d'una classe social més elevada, tal com indica la presència del mirall al fons o al pesat tapís oriental que cobreix la taula del primer pla.
L'aplicació del color es fa de manera "puntillista", repartint de forma espurnejant la llum per tota la superfície pictòrica, dins d'un estil que aconseguirà cridar l'atenció als impressionistes com Renoir o Van Gogh.